# Trujillo, Peru
Trujillo este un oraș și o zonă metropolitană, de pe coasta de nord a Peru, capitala regiunii La Libertad. Acesta este situat la o altitudine de 34 de metri, pe malul drept al râului Moche valea. Pentru vreme calda, răspândită în cea mai mare parte a anului, este cunoscut ca "Orașul Etern de primăvară."
Astăzi, Trujillo este de bază a doua zonă metropolitană cea mai populată din Peru și acoperă o suprafață de 110.000 ha și este format din 9 districte din provincia Trujillo, acasa, la o populație estimată de 906.313 de locuitori în anul 2012.
În termeni culturali, Trujillo este „National Capital Marinera” și este considerat „Capitala Culturii din Peru”.

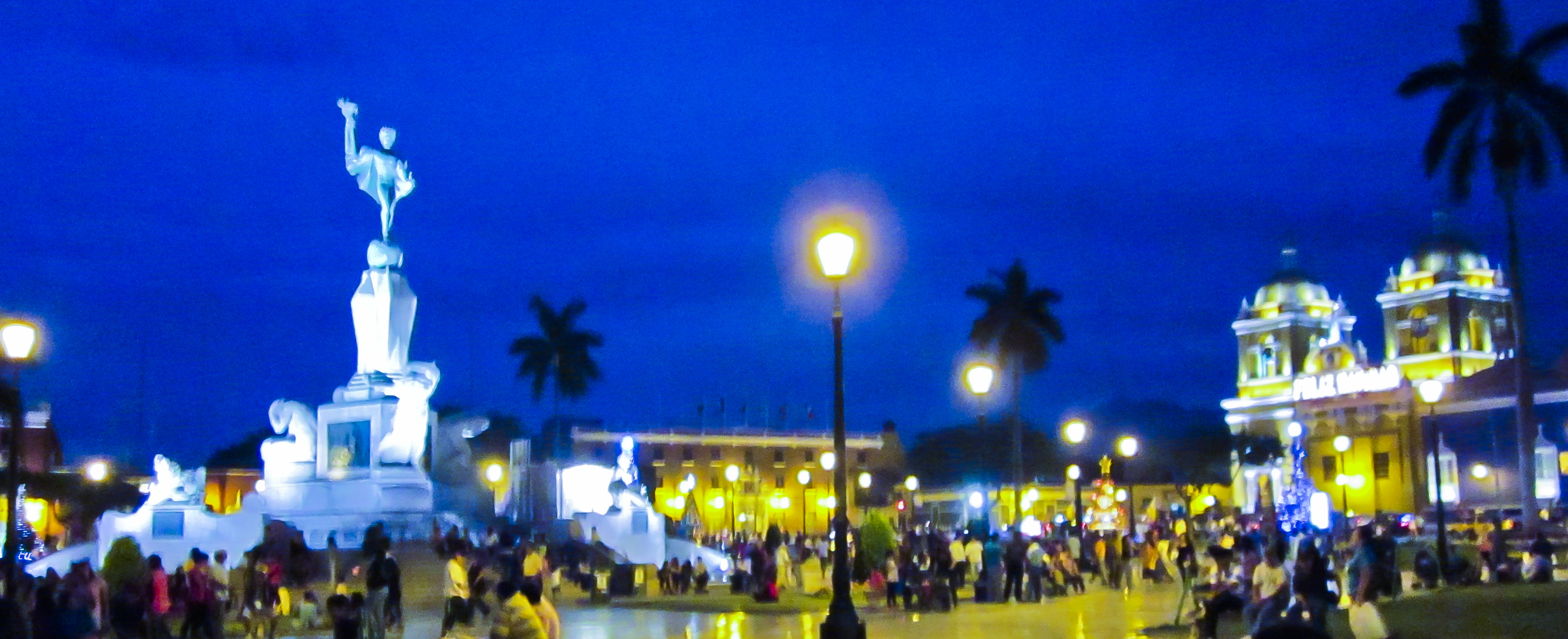
În piaţa principală din Trujillo, a fost proclamat independenţa în 1820 de către Torre Tagle Marquis

## Personalităț
- María Julia Mantilla, fotomodel